# Peshkopi
Peshkopi (albánsky: Peshkopia, makedonsky: Пешкопеја) je město ležící na severovýchodě Albánie, asi 20 km od hranic se Severní Makedonií, nedaleko od města Gostivar a 190 km severovýchodně od Tirany. 
Peshkopi má zhruba 20 100 obyvatel. Rozkládá se v horách v nadmořské výšce cca 640 m n. m. V blízkosti města se také nachází nejvyšší vrchol Albánie, Korab. Je největším městem a sídelním pro Kraj Dibrë.

## Historie
Název města pochází od slova biskup, resp. z řeckého slova ἐπίσκοπος (episkopos). V roce 1020 se skutečně stalo sídlem episkopátu, nicméně status později ztratilo. 
Na konci 16. století již místní obyvatelstvo většinově konvertovalo k islámu. V tureckých záznamech se objevuje pod názvem Malý Debar (nedaleký Debar dnes v Severní Makedonii byl naopak označován jako Velký Debar). V roce 1912 v předvečer vzniku nezávislé Albánie místní obyvatelstvo bojovalo proti osmanské správě v povstání.
V roce 1912 bylo obsazeno srbskou armádou. Město bylo dne 15. dubna 1939 obsazeno vojsky fašistické Itálie a dne 9. září 1943 osvobozeno partyzánským vojskem. Po roce 1945 bylo město rozvíjeno v rámci plánované ekonomiky jako centrum potravinářského průmyslu. Okolní zemědělská půda byla kolektivizována. Samotné centrum města bylo rovněž přebudováno podle předem připraveného urbanistického plánu. Ten počítal s vznikem širokých bulvárů a obytných bloků. Plán byl realizován od roku 1967.

## Obyvatelstvo
Ve městě žije okolo dvaceti tisíc obyvatel. Vlivem urbanizace, resp. sestěhovávání obyvatel z okolních vesnic se město postupně rozšiřuje nejen co do zástavby, ale zvyšuje se i počet obyvatel. V roce 1996 překonal počet obyvatel patnáct tisíc a po roce 2000 současnou metu.

## Ekonomika

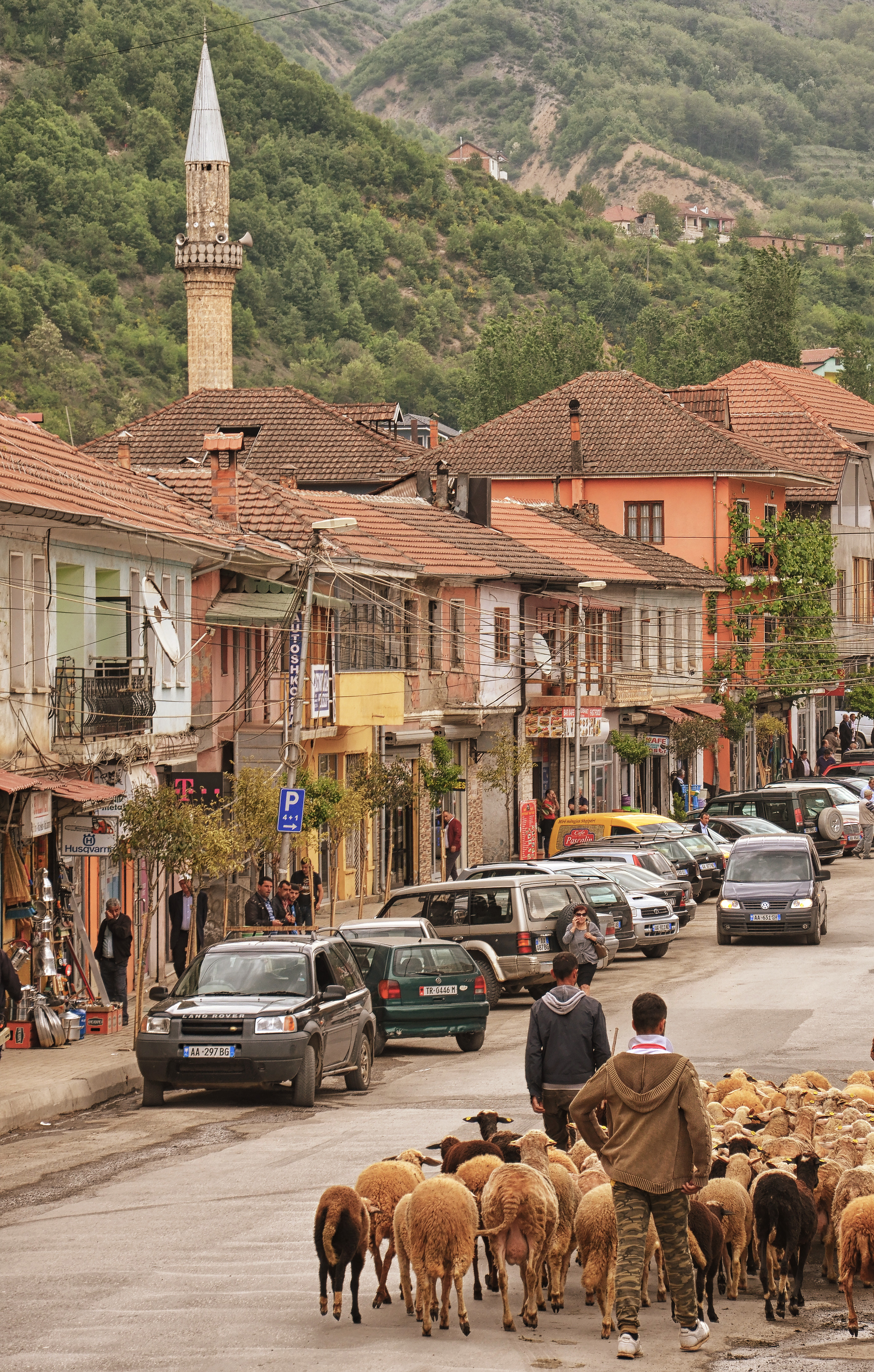
Ulice ve městě.

V období existence socialistické Albánie se zde nacházela průmyslová zóna o rozloze 60 ha. Podniky nicméně v 90. letech zkrachovaly. Ve městě tak není dnes ani jediný potravinářský závod, okolní zemědělci produkují většinu výrobků svépomocí a prodávají je na místních trzích.
Vzhledem k okolním horám má město značný potenciál z hlediska vysokohorské turistiky. Východně od Peshkopi se nachází Přírodní park Korab-Koritnik a dále na východ za státní hranicí se Severní Makedonií potom národní park Mavrovo.

## Kultura
Nachází se zde regionální muzeum Debarského kraje. Město má vlastní kulturní dům, kde se nachází rovněž i divadlo.

## Doprava
Město je spojeno se zbytkem Albánie pomocí silniční sítě. Jeden z hlavních silničních tahů směřuje do Severní Makedonie. Peshkopi patří k místům značně odlehlým v rámci země a s podprůměrnou infrastrukturou.

## Sport
Místní fotbalový klub se jmenuje KS Korabi Peshkopi.